# 157 Dejanira
157 Dejanira è un asteroide della fascia principale. Scoperto nel 1875, presenta un'orbita caratterizzata da un semiasse maggiore pari a 2,5813158 UA e da un'eccentricità di 0,1949966, inclinata di 12,15994° rispetto all'eclittica.
Scoperto da Alphonse Louis Nicolas Borrelly il 1º dicembre 1875 dall'Osservatorio di Marsiglia (Francia), fu battezzato così in onore della principessa Deianira, figura della mitologia greca.
Stanti i suoi parametri orbitali, è considerato il prototipo della famiglia Dejanira di asteroidi.